# Blattisocius tarsalis
Blattisocius tarsalis är en spindeldjursart som först beskrevs av Berlese 1918.  Blattisocius tarsalis ingår i släktet Blattisocius och familjen Ascidae. Inga underarter finns listade.